# Speranța Nisporeni

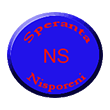
Logo anterior

Logo anterior

CSF Speranța Nisporeni este un club de fotbal din Nisporeni, Republica Moldova, care în prezent echipa evoluează în Divizia Națională.
Clubul a fost înființat în 1991 și între anii 1992–1998 a evoluat timp de 6 sezoane în Divizia Națională, după care a retrogradat în Divizia "A". La finele sezonului 2014-2015, echipa antrenată de Cristian Efros s-a clasat pe locul 3 în Divizia „A” și a promovat în Divizia Națională pentru sezonul 2015-2016, după o absență de 17 ani din prima ligă moldovenească de fotbal.

## Palmares
- Divizia "A"

Locul 3: 2014–15
- Divizia "B" Centru (1): 2013–14

## Lotul actual
La 24 iunie 2015.
| Nr. |                   | Poziție | Jucător           |
| --- | ----------------- | ------- | ----------------- |
| 1   | Republica Moldova | P       | Adrian Pătraș     |
| 2   | Republica Moldova | F       | Ghenadie Ochinca  |
| 3   | Republica Moldova | M       | Igor Andronic     |
| 4   | Republica Moldova | F       | Daniel Cerescu    |
| 5   | Republica Moldova | F       | Mihail Cabac      |
| 6   | Republica Moldova | F       | Vadim Costandachi |
| 7   | Republica Moldova | A       | Josanu Radu       |
| 8   | Republica Moldova | A       | Ion Pavlov        |

| Nr. |                   | Poziție | Jucător                |
| --- | ----------------- | ------- | ---------------------- |
| 9   | Republica Moldova | A       | Ghenadie Orbu          |
| 10  | Republica Moldova | A       | Mihai Onicaș           |
| 11  | Republica Moldova | A       | Alexandru Maxim        |
| 12  | Republica Moldova | M       | Pavel Secrier          |
| 13  | Republica Moldova | A       | Igor Dima              |
| 14  | Republica Moldova | A       | Ivan Demerji           |
| 15  | Republica Moldova | F       | Sergiu Vițu            |
| 19  | Republica Moldova | F       | Alin Șeroni            |
| 21  | Republica Moldova | A       | Alexandru Sergiu Grosu |
| 33  | Republica Moldova | P       | Nicolae Țurcan         |